# Israel Kessar
Israel Kessar (Saná, Yemen, 20 de mayo de 1931-Jolón, 8 de septiembre de 2019), en hebreo ישראל קיסר; árabe: إسرائيل كيسار, fue un político israelí que fue miembro de la knéset. Perteneció a la coalición Alignment y al Partido Laborista entre 1984 y 1996.
Se desempeñó como ministro de Transporte entre 1992 y 1996.

## Biografía
Realizó su aliá al entonces Mandato británico de Palestina dos años después de su nacimiento. Sirvió en las Fuerzas de Defensa de Israel como capitán y estudió economía y sociología en las universidades Hebrea y de Tel Aviv. En 1966 inició su carrera pública en la Histadrut como tesorero (1973-1977), presidente de la compañía de trabajadores (1977-1984) y secretario general (1984-1992).
En 1988 fue elegido para la knéset, y en 1992 se convirtió en el ministro de Transporte de la administración Rabin, cargo en que se mantuvo hasta 1996. Fue uno de los iniciadores del metro de Tel Aviv.